# España Network
España Network è una radio nata a Palma di Maiorca nel 2006 come radio dance per iniziativa dello stesso editore italiano che nel 1982 aveva creato a Udine Radio Italia Network, Mario Pinosa. Il format radiofonico utilizzato era lo stesso proposto da Italia Network fino al 1995, (il cosiddetto "periodo udinese"), non ci sono conduttori, si privilegia infatti la musica, intervallata dai jingle e da voiceover, i claim sono Musica y Basta, Get Up 'n Dance e Un Abrazo al Mundo. Anche i programmi si rifanno completamente a quelli storici del periodo udinese di Italia Network. La radio era ascoltabile in FM in Spagna e via web in tutto il mondo. L'emittente terminò le trasmissioni dalla Spagna nel giugno 2013. A partire da dicembre 2021 España Network ha ripreso a trasmettere a seguito dell'iniziativa di una nuova proprietà italiana che ne ha acquisito i diritti. La diffusione attualmente viene effettuata dall'Italia via web ed è di fatto la continuazione ufficiale e autorizzata del primo periodo della radio, quello con base in Spagna. Il format resta fedele a quello della prima Italia Network, mantenendone lo spirito originale e,  in gran parte, lo stesso palinsesto.

## Programmi storici
- Mattinatissima - la mattina al top di España Network
- Network Juke Box - il programma di richieste degli ascoltatori
- Disco Network - la novità discografica della settimana
- Disco Tendenthia - il disco che fa tendenza
- Discosauro - i successi del passato
- Dancefloor collection - i classici dance anni 90
- Masterquick - mix techno
- Los Primeros - la playlist dance di España Network
- Suburbia - la classifica house della città sotterranea
- Mastermix - la musica house mixata dai migliori dj
- Esencia Balearika - el movimiento de las islas
- DJ Rotation - en conexion con los mejores clubs de todo el mundo
- Movida - los sonidos de Italia Network
- Juice - il meglio della settimana di España Network
- Satellite - con Gianni De Luise, la versione più profonda e cosmopolita della musica house

## Programmi introdotti dal 2021
- Mixorama - el sonido del planeta
- Sonique Plage
- Future Traxx
- Tendance

## Dj programmatori
- Gianni De Luise, ideatore di Satellite (2006-attuale)
- Alex Martinelli (2006-2013)
- Stefano Munari (2006-2013)
- Viper (2021-attuale)